# SS Central America
Le SS Central America, d'abord baptisé SS George Law et parfois surnommé le Ship of Gold (le navire de l'or), était un bateau à vapeur à roues à aubes en métal mesurant 85 mètres de long qui naviguait entre Panama et la côte est des États-Unis depuis 1853. Le 12 septembre 1857, le navire sombra par 2 300 mètres de fond lors d'un ouragan avec 425 personnes sur 578 passagers en tout, et 11,2 tonnes d'or provenant de fondeurs essayeurs privés et de la Monnaie de San Francisco, qui lui valurent son surnom, sa célébrité, et contribua à la panique de 1857.
Le 11 septembre 1988, après des années de recherches infructueuses, un ingénieur de l'Ohio localise l'épave. Bénéficiant d'importants moyens financiers et technologiques, Tom Thompson et son équipe ont mis au point un robot sous-marin baptisé Nemo dont la pince géante peut puiser dans le trésor estimé à plusieurs centaines de millions d'euros.

## Histoire
Le Steamship (SS) George Law, construit par William H. Webb à New York et appartenant à la United States Mail Steamship Company, est lancé le 28 octobre 1852 et prend pour la première fois la mer le 20 octobre 1853. C'est un trois-mâts à vapeur de 278,3 pieds (85 m) pour 2 141 tonnes. En 1857, il est rebaptisé Central America. 

### Naufrage

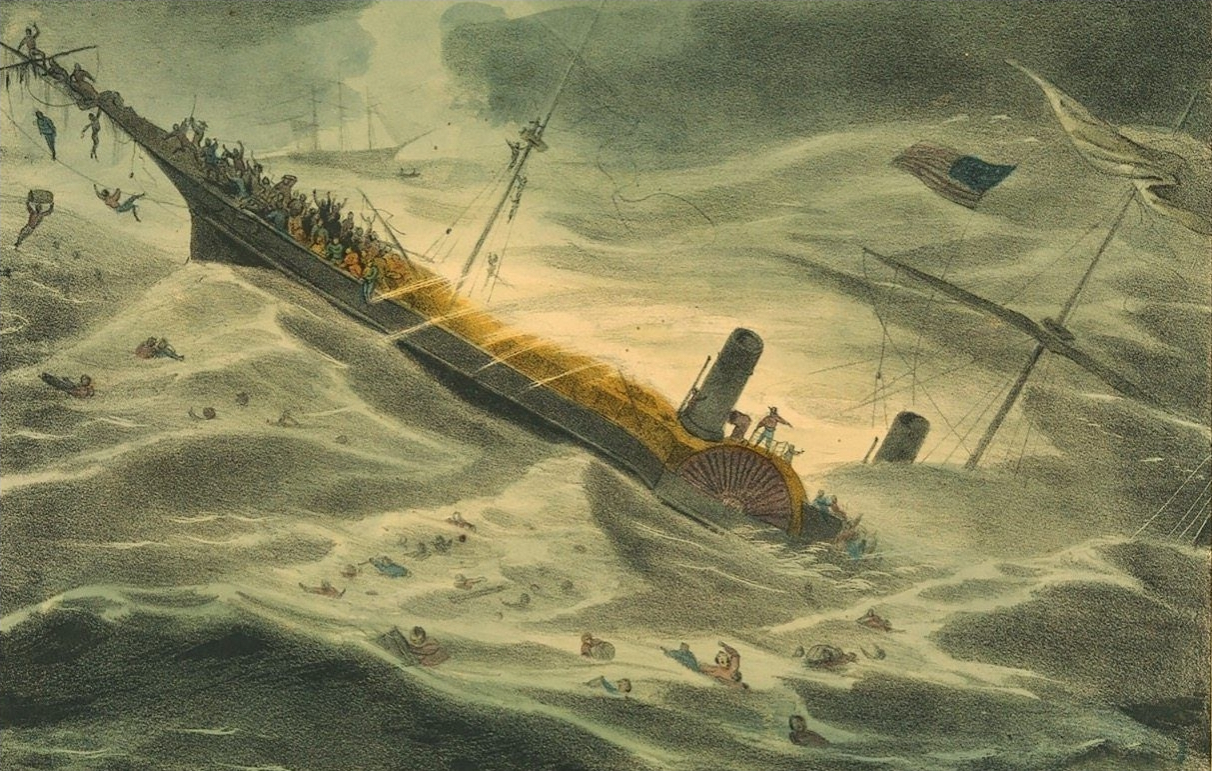
Le naufrage du SS Central America, peinture de 1857.

Le 3 septembre 1857, 477 passagers et 101 membres d'équipage quittèrent le port panaméen de Colón pour New York sous le commandement de William Lewis Herndon. Le navire était lourdement chargé de  14 à 20 tonnes d'or provenant de prospections lors de la ruée vers l'or en Californie, puis transformé à San Francisco en pièces et lingots, affrétés de là par bateau vers Panama City au cours d'un premier voyage en mer, précieux chargement convoyé ensuite à travers l'isthme en diligence vers le port de Colón, côté Atlantique. Ce navire a l'habitude de transporter l'or californien : on estime qu'il aurait depuis 1853 convoyé au total un tiers de l'or découvert dans cette région durant cette période.
Après une escale à La Havane, le bateau reprend sa route vers le port de New York, sa destination finale. Le 9 septembre, la route du navire croise celle d'un ouragan de catégorie 2 alors qu'il se trouvait au large des Carolines. Le 11 septembre, les vents soufflant à plus de 165 km/h et les énormes vagues déchirent ses voiles, il prend l'eau et sa chaudière est endommagée. Des dégâts sur l'une de ses roues à aubes scelle son destin et, à midi ce jour-là, sa chaudière n'est plus en mesure de maintenir ses feux. La pression de la vapeur chute, les pompes ne parviennent plus à étaler et, sans propulsion, il n'a plus la possibilité de se tenir face au vent. Les passagers et l'équipage font flotter le drapeau du Central America à l'envers (signal de détresse alors universel) pour tenter, en vain, d'attirer l'attention d'un éventuel navire.
Pendant toute la nuit, passagers et équipage forment une chaîne avec des seaux pour écoper. Lorsque l'œil du cyclone les atteint, ils tente de remettre en marche la chaudière, mais sans succès. Sur le point de sombrer, sans propulsion, le navire est emporté par la tempête, les vents ne faiblissant plus. Le lendemain matin, deux navires sont en vue, notamment le brick Marine. 153 personnes, principalement des femmes et des enfants, montent à bord des canots de sauvetage. Cependant, le navire se trouvant dans une zone de vents intenses, une mer déchaînée emmena le navire et la plupart de ses passagers loin des sauveteurs, puis l'entraîna par le fond à environ 8 heures cette nuit-là. Un trois-mâts barque norvégien, l’Ellen, secourut une cinquantaine de naufragés. Trois autres furent retrouvés une semaine après dans un canot de sauvetage. En tout il y eut 425 victimes.

### Découverte de l'épave et expéditions

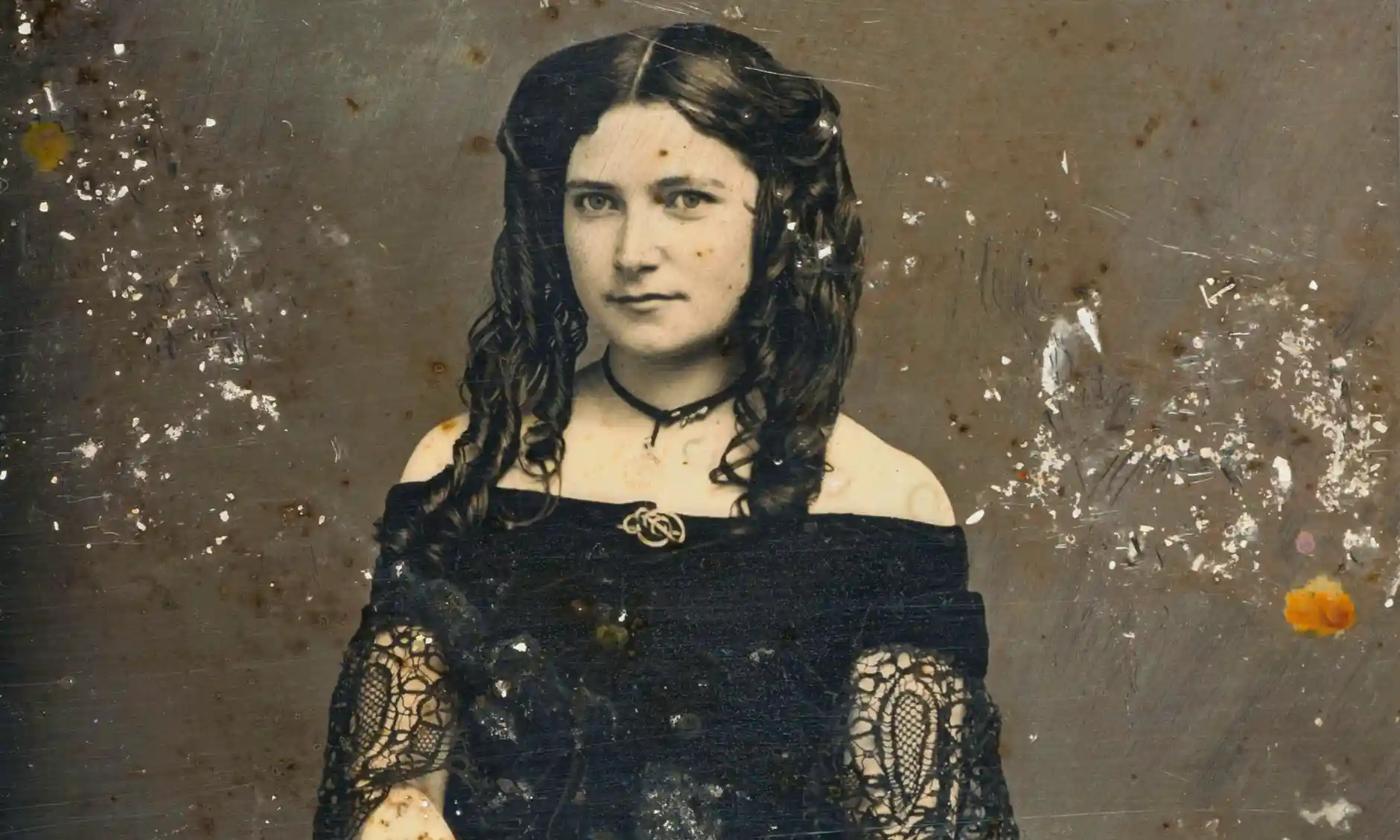
L'un des Daguerréotypes trouvé dans l’épave du SS Central America.

En septembre 1988, Tom Thompson convainc plus de cent investisseurs de financer une expédition destinée à localiser l'épave et à remonter le trésor englouti avec elle. Il lève 12,7 millions de dollars américains et son entreprise est couronnée de succès : aux côtés du directeur scientifique, Bob Evans, il récupère, entre 1988 et 1991, une partie de l'or, dont il devient, à 92 %, le légitime propriétaire en 1995 à l'issue de plusieurs procédures judiciaires intentées par des compagnies d'assurances. Après que la société de Thompson a vendu son trésor au California Gold Marketing Group (Monaco), celle-ci place sur le marché en mars et décembre 2001, l'équivalent de 50 millions de dollars de métal : le détail comprend des lingots de différentes tailles (de 9 à 158 onces troy) et d'origine, ainsi que des milliers de pièces en or. Parmi les lingots moulés à San Francisco avant septembre 1857, 34 proviennent de Blake & Co., 37 de Harris, Marchand & Co., 33 de Henry Hentsch Co., 85 de Justh & Hunter et 343 de Kellogg & Humbert ; sur ce total, 13 pèsent près de 934 ozt troy à 900 ‰ chacun (26,15 kg d'or pur). L'un d'eux, baptisé Eureka Bar a dépassé les 8 millions de dollars à la vente, ce qui en fait l'un des objets de sa catégorie les plus chers du monde
,. Thompson ensuite cesse de donner signe de vie à partir de 2005, toujours sans avoir remboursé les investisseurs et les compagnies d'assurance. Un mandat d'arrêt est émis à son encontre et il est recherché pendant trois ans. Enfin, reconnu par un ouvrier venu faire des travaux à son domicile, il est arrêté en janvier 2015, avec son épouse : il aurait ramené près de 3 tonnes d'or des fonds. 
La firme Odyssey Marine Exploration et Bob Evans ont depuis été chargés des fouilles sur l'épave à partir du 3 mars 2014 ; désormais, seulement 45 % des trouvailles reviennent à la société. En février 2018, 3 100 pièces d'or, et 45 lingots là aussi de poids différents, dont certains proches de celui de l'Eureka Bar, sont exposés au Long Beach Convention Center afin d'être mis en vente.
Selon Gary Kinder, auteur de l'essai Ship of Gold (1998, révisé en 2004), la quantité exacte du chargement d'or a été longtemps méconnue du fait de l'incendie de San Francisco en 1906 et de la destruction des archives de l'amirauté. Néanmoins, un document du département de la Défense des États-Unis déclassifié en 1971 révèle que le navire transportait en ses soutes 30 000 livres troy d'or en barres (11,2 tonnes), sans compter l'or ramené par les passagers, comme Thomas Badger, qui gardait dans sa cabine un sac contenant 825 pièces de 20 dollars.